# Корнаккионе, Антонио
Антонио Корнаккионе (итал. Antonio Cornacchione; род. 15 июля 1959 года в Монтефальконе-нель-Саннио, Италия) — итальянский комик и актёр.

## Биография
Родился в Молизе, в детстве семья переехала сначала в Павию, затем в Комо, а затем в Милан, где живут до сих пор. Снимался в программе «Su la testa!» на канале Rai 3, а в 1991 году дебютировал в театре Зелиг Милана с Паоло Росси, Джанни Палладино, Альдо, Джованни и Джакомо. В 1992 году выступил гостем на шоу Маурицио Костанцо. В 1992 году выигрывает приз Форте-дей-Марми за политической сатиры. В сентябре 1998 года он вошёл в актёрский состав ситкома «Casa Vianello», сыграв роль швейцара дома. В 1999 году имел небольшую роль в шоу «Tel chi el telùn» с Альдо, Джованни и Джакомо. В 2007 году участвует в качестве комика в 57-м Фестивале сан-Ремо.

## Фильмография
- 1999 — Большая слива / La grande prugna — Антонио
- 2011 — Как переехать в Гавану / Faccio un salto all’Avana — психолог
- 2011 — Бар «Спорт» / Bar Sport — Бовинелли